# Prince Matore
 Prince Matore (ur. 12 października 1974 w Chegutu) – piłkarz pochodzący z Zimbabwe grający na pozycji obrońcy.